# Raoul II de Vermandois
Raoul II de Vermandois, dit le Jeune et le Lépreux, né en 1145, mort le 17 juin 1167, comte de Vermandois et de Valois, fils de Raoul Ier, comte de Vermandois et de Valois, et de Pétronille d'Aquitaine. 

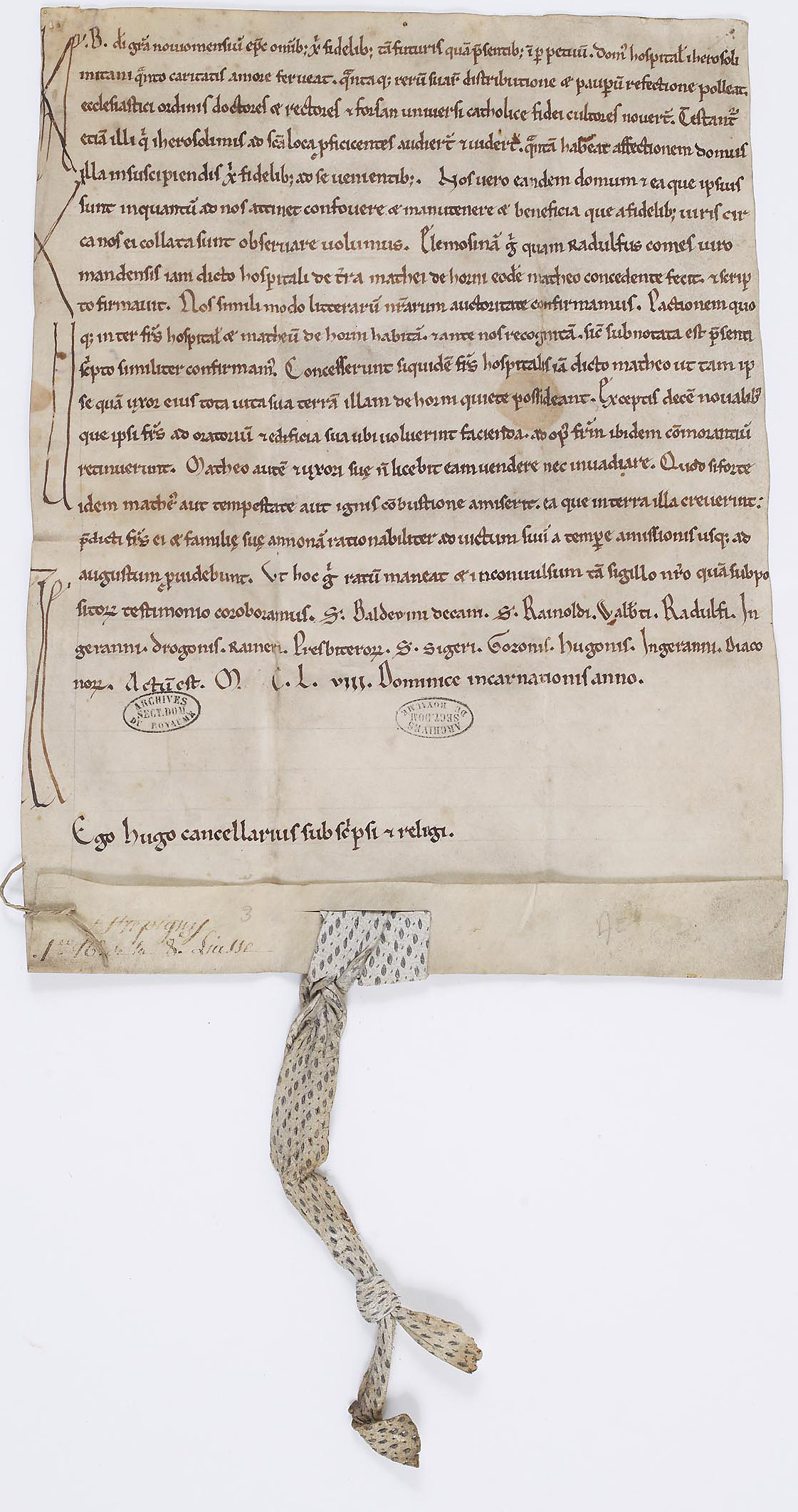
Baudoin, évêque de Noyon, confirme en 1158 la donation d'une terre faite par Raoul, comte de Vermandois, aux Hospitaliers établis à Eterpigny.
Petite charte en parchemin rédigée en latin, chirographe. Trace de sceau pendant à la lanière de cuir blanc imprimée en noir. Archives nationales de France.

Il épousa vers 1160 Marguerite d'Alsace (v. 1145-1194), qui fut par la suite comtesse de Flandre en 1191. 
Atteint de la lèpre vers 1163 son mariage ne put être consommé et fut rompu. N'ayant pas de descendance, il abdique en faveur de sa sœur Élisabeth en 1167. 